# Ок-Теді – Кіунга
Ок-Теді — Кіунга — пульпопровід, призначений для видачі продукції мідного рудника Ок-Теді, що розташований на заході Папуа Нової Гвінеї.
У 1988 році на Ок-Теді розпочали розробку основного рудного тіла, якt складається з сульфідної мідної руди (до того працювали з окисненою золоторудною «шляпою», отримуючи просто на місці золоті зливки). Враховуючи розташування рудника у високогір'ї, аномально високий рівень зволоження — до 9000 мм на рік — та пов'язану з цим проблему зі створенням нормальної дорожньої інфраструктури, вирішили організувати транспортування мідного концентрату у вигляді пульпи. Кінцевим пунктом трубопроводу став портовий термінал Кіунга, де перевантажують концентрат на баржі для доставки по річці Флай та затоці Морсбі до Порт-Морсбі, де стоїть на якорі плавуче сховище.
Споруджений у межах проєкту пульпопровід має довжину 156 кілометрів та виконаний у діаметрі 150 мм.